# Meli'sa Morgan
Joyce Melissa Morgan (Queens, 6 dicembre 1964) è una cantautrice statunitense.

## Biografia
Meli'sa Morgan ha iniziato la sua carriera musicale come membro del gruppo dance Shades of Love. Come artista solista ha riscosso successo con una cover di Do Me, Baby, che ha raggiunto il 46º posto della Billboard Hot 100 e la vetta della Hot R&B/Hip-Hop Songs. Ha poi pubblicato i suoi primi due album, Do Me Baby e Good Love, nel 1986 e nel 1987: sono entrati rispettivamente alla 41ª e alla 108ª posizione della Billboard 200.
Nel 2014 la cantante è stata riconosciuta dalla National R&B Music Society.

## Discografia

### Album in studio
- 1986 – Do Me Baby
- 1987 – Good Love
- 1990 – The Lady in Me
- 1992 – Still in Love with You
- 2005 – I Remember
- 2018 – Love Demands

### Raccolte
- 1996 – Do You Still Love Me?: The Best of Meli'sa Morgan

### Singoli
- 1985 – Do Me Baby
- 1986 – Do You Still Love Me?
- 1986 – Fool's Paradise
- 1986 – Now or Never
- 1987 – Deeper Love
- 1987 – If You Can Do It: I Can Too
- 1987 – Love Changes (con Kashif)
- 1988 – Here Comes the Night
- 1988 – Good Love
- 1990 – Can You Give Me What I Want
- 1990 – Don't You Know
- 1992 – Still in Love with You
- 1992 – Through the Tears
- 1992 – I'm Gonna Be Your Lover (Tonight)
- 1995 – Tell Me (How It Feels) (con Mike Stevens)
- 1996 – Searchin' (con Mike Stevens)
- 1999 – Believe in Yourself (con Soul Switch)
- 2000 – How (con JT Taylor)
- 2003 – Don't Say Love (con Soul Switch)
- 2005 – Back Together Again (con Freddie Jackson)
- 2006 – I Remember...
- 2015 – Sweet Baby (con Cool Million)
- 2015 – So Good